# Heatwave (gruppo musicale)
Gli Heatwave sono un gruppo musicale funk/disco composto da musicisti di diversa nazionalità ma fondato in Germania nel 1975.

## Storia del gruppo
Il gruppo è nato in Germania nel periodo in cui Johnnie Wilder, statunitense, lavorava per l'esercito. Dopo, si trasferì nel Regno Unito dove conobbe Rod Temperton, che si aggiunse a lui nel progetto musicale. In seguito si unirono alla band altri musicisti tra cui Keith Wilder, fratello di Johnnie. La band ha firmato un contratto discografico con la GTO Records nel 1976.
Il primo album Too Hot to Handle è uscito nel 1976 e contiene i primi singoli di successo del gruppo ossia Boogie Nights e Always and Forever. Nel'aprile 1978 è stato diffuso il secondo album, che ha avuto successo come il primo venendo certificati disco di platino negli Stati Uniti. Nel 1978 è uscito l'album Central Heating. I primi due dischi del gruppo sono stati prodotti da Barry Blue. 
Nel corso degli anni '70 il gruppo ha subìto diverse modifiche della "line-up". Il tastierista e cantautore Rod Temperton ha lavorato come autore per grandi artisti come Quincy Jones, Donna Summer e Michael Jackson, componendo celebri brani come Thriller. 
Altri eventi hanno segnato in modo tragico la storia della band: nel 1977 il primo chitarrista Jesse Whitten è stato ucciso per strada a Chicago. Nel 1978 il bassista Mario Mantese è stato accoltellato dalla fidanzata nel corso di una lite e dopo qualche settimana di coma si è risvegliato muto e paralizzato. Nella primavera del 1979 Johnnie Wilder è rimasto paralizzato dopo un incidente stradale in Ohio: questo gli ha impedito di continuare a esibirsi, ma non ha lasciato il gruppo, rimanendovi come coproduttore. 
L'album Hot Property (1979) è stato prodotto da Phil Ramone. Nel 1981 è stato distribuito il successivo album in studio Candles, coprodotto da James Guthrie. A questo disco ha fatto seguito Current (1982). Alla fine del 1982 il gruppo ha deciso di sciogliersi.
Per iniziativa di Keith Wilder, nel 1988 il gruppo è ritornato in attività con una formazione quasi completamente nuova, che comprendeva anche Byron Bird (Sun) e Bill Jones. Il disco The Fire è uscito nello stesso anno.
Nel 2006 il fondatore del gruppo Johnnie Wilder è deceduto.

## Discografia

### Album studio
- 1976 - Too Hot to Handle
- 1978 - Central Heating
- 1979 - Hot Property
- 1980 - Candles
- 1982 - Current
- 1988 - The Fire

### Raccolte (lista parziale)
- 1981 - Greatest Hits
- 1982 - Power Cuts: All Their Hottest Hits
- 1984 - Heatwave's Greatest Hits